# Ривиера Мая
Ривиера Мая (на испански: Riviera Maya) е крайбрежна туристическа зона на карибския бряг на полуостров Юкатан в Мексико. Разположена е на територията на щата Кинтана Роо и се простира на юг от Канкун, започвайки от Пуерто Морелос на север, стигайки до Пунта Алиен на юг. Общата дължина на ривиерата е около 140 км.